# La busca (pel·lícula)
La busca és una pel·lícula espanyola dirigida per Angelino Fons en 1966. Està basada en la novel·la homònima de Pío Baroja.

## Argument
L'acció se situa a la fi del segle xix. Manuel (Jacques Perrin) és un jove que arriba a Madrid procedent del poble. Al principi, s'instal·la en una pensió on treballa la seva mare (Lola Gaos). Allí exercirà petits treballs i coneix a Justa (Sara Lezana), una jove de la qual s'enamora.
Per una circumstància, deixa la pensió i passa a treballar amb el seu oncle i els seus cosins arreglant sabates. També treballarà en una tahona. Amb el seu cosí Vidal (Daniel Martín) freqüentarà les amistats d'aquest, coneixent el món de la delinqüència i de la prostitució.

## Intèrprets
| - Jacques Perrin, - Manuel - Emma Penella, - Rosa - Sara Lezana, - Justa - Hugo Blanco, - "el Bizco" - Daniel Martín, - Vidal - Lola Gaos, - Petra - Coral Pellicer, - Milagros - Cándida Losada, - Leandra - María Bassó - María Elena Flores - Luis Marín, - Leandro - Fernando Sánchez Polack, - Tomás | - Paul Ellis (Manuel Granada) - Valentín Tornos - Rafael Alcántara, - Don Norberto - José Carabias, - Expósito - José María Prada, - flequer - María de la Riva, - Doña Casiana - Venancio Muro - Nélida Quiroga - Nicolás Dueñas - Antonio Iranzo - Francisco Camoiras - Miguel Armario |

## Producció i estrena
Segons va declarar el mateix autor en una entrevista realitzada en 2004: 
| «               | Pío Baroja havia venut els drets de La cerca a una doctora, Flora Prieto, feia ja bastants anys i hi havia un guió escrit per ella. Ella ens ho va donar a llegir i no ens va agradar res. Llavors decidim que calia reescriure-ho i comprem, simplement, els drets de la novel·la, esmentant el nom de Flora Prieto com a coguionista. Després es va incorporar com a guionista Juan Cesarabea [...]. Em van donar el guió i un termini de deu dies per a fer els retocs necessaris i […] per a posar-lo a punt. | » |
| — Angelino Fons | |   |

La pel·lícula va ser presentada l'1 de setembre de 1966 en la 27a Mostra Internacional de Cinema de Venècia. A l'actor Jacques Perrin se li va concedir la Copa Volpi, per la seva interpretació en aquesta pel·lícula i en la pel·lícula italiana del mateix any Un uomo a metà, dirigida per Vittorio De Seta.
A Espanya es va estrenar el 6 de novembre de 1967.

## Premis
Medalles del Cercle d'Escriptors Cinematogràfics
| Categoria       | Nominats      | Resultat   |
| --------------- | ------------- | ---------- |
| Millor director | Angelino Fons | Guanyador  |
| Millor actriu   | Emma Penella  | Guanyadora |